# Фаузер, Геррит
Ге́ррит Фа́узер (нем. Gerrit Fauser; 13 июля 1989, Нюрнберг, Германия) — немецкий профессиональный хоккеист, нападающий. Игрок сборной Германии по хоккею с шайбой.

## Биография
Родился 13 июля 1989 года в Нюрнберге, Германия. Воспитанник хоккейного клуба «Ландсхут Каннибалс», выступал за молодёжную команду клуба в юношеском чемпионате Германии. В сезоне 2006/07 сыграл 2 матча в элитной лиге Германии за команду «Штраубинг Тайгерс», также провёл 41 матч во второй лиге страны за основную команду «Ландсхута».
С 2007 по 2009 год выступал в Главной юниорской хоккейной лиге Квебека за команду «Гатино Олимпикс». В составе клуба стал обладателем Президентского кубка сезона 2007/08.
В 2009 году вернулся в Германию, подписал контракт с хоккейном клубом «Кёльнер Хайе». Провёл в команде два сезона, после чего перешёл в клуб «Ганновер Скорпионс», где отыграл столько же. В 2013 году стал игроком вольфсбургской команды «Гриззлис».
Выступал за молодёжную и юниорскую сборные Германии на мировых первенствах. В 2016 году впервые сыграл на чемпионате мира по хоккею с шайбой.